# Bianca Lokar
Bianca Lokar (Trieste, 1º novembre 1915 – Trieste, 3 marzo 2012) è stata una nuotatrice italiana.
È morta nel 2012 all'età di 96 anni.

## Carriera
È stata campionessa italiana nei 100 metri stile libero ininterrottamente dal 1935 al 1939, nonché detentrice del record della distanza per ben 15 anni, dal 1935 al 1950 (miglior risultato cronometrico 1'10"6, realizzato il 3 settembre 1939). La sua carriera si è svolta esclusivamente all'interno dei confini nazionali, non avendo mai preso parte a Olimpiadi o Campionati europei.

### Palmarès

#### Campionati italiani
- 5 titoli individuali nei 100 m stile libero